# Modifiche territoriali e amministrative dei comuni della Toscana
Questa pagina riassume tutte le modifiche territoriali ed amministrative dei comuni toscani dall'Unità ad oggi.
| Cod. Belfiore | Comune                             | Provincia  | Anno | Evento                          | Comune                        | Provincia         |
| ------------- | ---------------------------------- | ---------- | ---- | ------------------------------- | ----------------------------- | ----------------- |
| A012          | Abetone                            | PT         | 1936 | Staccato (in parte) dal Com. di | Cutigliano                    | PT                |
| A012          | Abetone                            | PT         | 1936 | Staccato (in parte) dal Com. di | Fiumalbo                      | MO Emilia-Romagna |
| A071          | Agliana                            | FI         | 1913 | Staccato dal Com. di            | Montale                       | FI                |
| A071          | Agliana                            | FI         | 1927 | Cambia Provincia a              |                               | PT                |
| A156          | Albiano                            | MS         | 1863 | Cambia denominazione in         | Albiano di Magra              | MS                |
| A156          | Albiano di Magra                   | MS         | 1870 | Aggregato (in parte) al Com. di | Aulla                         | MS                |
| A156          | Albiano di Magra                   | MS         | 1870 | Aggregato (in parte) al Com. di | Podenzana                     | MS                |
| A156          | Albiano di Magra                   | MS         | 1881 | Passa Post Mortem (in parte)    | Da Podenzana a Aulla          | MS                |
| A241          | Altopascio                         | LU         | 1881 | Staccato dal Com. di            | Montecarlo                    | LU                |
| A468          | Asinalunga                         | SI         | 1864 | Cambia denominazione in         | Sinalunga                     | SI                |
| A559          | Bagni di Casciana                  | PI         | 1927 | Staccato dal Com. di            | Lari                          | PI                |
| A559          | Bagni di Casciana                  | PI         | 1956 | Cambia denominazione in         | Casciana Terme                | PI                |
| A560          | Bagno a Corsena                    | LU         | 1862 | Cambia denominazione in         | Bagni di Lucca                | LU                |
| A561          | Bagni di Montecatini               | LU         | 1905 | Staccato dal Com. di            | Montecatini di Val di Nievole | LU                |
| A561          | Bagni di Montecatini               | LU         | 1928 | Cambia Provincia a              |                               | PT                |
| A561          | Bagni di Montecatini               | PT         | 1928 | Cambia denominazione in         | Montecatini Terme             | PT                |
| A562          | Bagni di San Giuliano              | PI         | 1935 | Cambia denominazione in         | San Giuliano Terme            | PI                |
| A565          | Bagno di Romagna                   | FI         | 1923 | Cambia Provincia e Regione a    |                               | FC Emilia-Romagna |
| A852          | Bibbona                            | PI         | 1906 | Staccato dal Com. di            | Cecina                        | PI                |
| A852          | Bibbona                            | PI         | 1925 | Cambia Provincia a              |                               | LI                |
| B007          | Borgo a Mozzano e Cerreto di Sotto | LU         | 1863 | Cambia denominazione in         | Borgo a Mozzano               | LU                |
| B210          | Brozzi                             | FI         | 1928 | Aggregato (in parte) al Com. di | Campi Bisenzio                | FI                |
| B210          | Brozzi                             | FI         | 1928 | Aggregato (in parte) al Com. di | Firenze                       | FI                |
| B210          | Brozzi                             | FI         | 1928 | Aggregato (in parte) al Com. di | Sesto Fiorentino              | FI                |
| B210          | Brozzi                             | FI         | 1928 | Aggregato (in parte) al Com. di | Signa                         | FI                |
| B251          | Buggiano                           | LU         | 1928 | Cambia Provincia a              |                               | PT                |
| B303          | Buti                               | PI         | 1867 | Staccato dal Com. di            | Vicopisano                    | PI                |
| B390          | Calci                              | PI         | 1867 | Staccato dal Com. di            | Pisa                          | PI                |
| B410          | Calice                             | MS         | 1863 | Cambia denominazione in         | Calice al Cornoviglio         | MS                |
| B410          | Calice al Cornoviglio              | MS         | 1923 | Cambia Provincia e Regione a    |                               | SP Liguria        |
| B507          | Campi                              | FI         | 1862 | Cambia denominazione in         | Campi Bisenzio                | FI                |
| B509          | Campiglia                          | PI         | 1862 | Cambia denominazione in         | Campiglia Marittima           | PI                |
| B509          | Campiglia Marittima                | PI         | 1925 | Cambia Provincia a              |                               | LI                |
| B553          | Campo nell'Elba                    | LI         | 1894 | Staccato dal Com. di            | Marciana Marina               | LI                |
| B557          | Camporgiano                        | MS         | 1923 | Cambia Provincia a              |                               | LU                |
| B626          | Cantagallo                         | FI         | 1992 | Cambia Provincia a              |                               | PO                |
| B646          | Capalbio                           | GR         | 1960 | Staccato dal Com. di            | Orbetello                     | GR                |
| B669          | Capoliveri                         | LI         | 1906 | Staccato dal Com. di            | Porto Azzurro                 | LI                |
| B684          | Capraia                            | FI         | 1863 | Cambia denominazione in         | Capraia e Limite              | FI                |
| B685          | Capraia Isola                      | GE Liguria | 1925 | Cambia Provincia e Regione a    |                               | LI                |
| B693          | Caprese                            | AR         | 1913 | Cambia denominazione in         | Caprese Michelangelo          | AR                |
| B760          | Careggine                          | MS         | 1923 | Cambia Provincia a              |                               | LU                |
| B794          | Carmignano                         | FI         | 1992 | Cambia Provincia a              |                               | PO                |
| B832          | Carrara                            | MS         | 1938 | Aggregato al Nuovo Com. di      | Apuania                       | MS                |
| B832          | Carrara                            | MS         | 1946 | Ristaccato dal Com. di          | Apuania                       | MS                |
| B878          | Casale                             | PI         | 1862 | Cambia denominazione in         | Casale di Val di Cecina       | PI                |
| B878          | Casale di Val di Cecina            | PI         | 1899 | Cambia denominazione in         | Casale Marittimo              | PI                |
| B962          | Casellina e Torri                  | FI         | 1929 | Cambia denominazione in         | Scandicci                     | FI                |
| B979          | Casola                             | MS         | 1863 | Cambia denominazione in         | Casola in Lunigiana           | MS                |
| B984          | Casole                             | SI         | 1862 | Cambia denominazione in         | Casole d'Elsa                 | SI                |
| C044          | Castagneto                         | PI         | 1900 | Cambia denominazione in         | Castagneto Marittimo          | PI                |
| C044          | Castagneto Marittimo               | PI         | 1907 | Cambia denominazione in         | Castagneto Carducci           | PI                |
| C044          | Castagneto Carducci                | PI         | 1925 | Cambia Provincia a              |                               | LI                |
| C113          | Castelfranco di Sotto              | FI         | 1925 | Cambia Provincia a              |                               | PI                |
| C147          | Castell'Azzara                     | GR         | 1915 | Staccato dal Com. di            | Santa Fiora                   | GR                |
| C236          | Castelnuovo di Garfagnana          | MS         | 1923 | Cambia Provincia a              |                               | LU                |
| C303          | Castiglione                        | MS         | 1863 | Cambia denominazione in         | Castiglione di Garfagnana     | MS                |
| C303          | Castiglione di Garfagnana          | MS         | 1923 | Cambia Provincia a              |                               | LU                |
| C318          | Due Comuni di Laterina             | AR         | 1863 | Cambia denominazione in         | Castiglion Fibocchi           | AR                |
| C320          | Castiglion Ubertini                | AR         | 1868 | Aggregato al Com. di            | Terranuova Bracciolini        | AR                |
| C339          | Terra del Sole                     | FI         | 1871 | Cambia denominazione in         | Terra del Sole e Castrocaro   | FI                |
| C339          | Terra del Sole e Castrocaro        | FI         | 1923 | Cambia Provincia e Regione a    |                               | FC Emilia-Romagna |
| C415          | Bibbona                            | PI         | 1873 | Cambia denominazione in         | Fitto di Cecina               | PI                |
| C415          | Fitto di Cecina                    | PI         | 1881 | Cambia denominazione in         | Cecina                        | PI                |
| C415          | Cecina                             | PI         | 1925 | Cambia Provincia a              |                               | LI                |
| C608          | Chianciano                         | SI         | 1957 | Cambia denominazione in         | Chianciano Terme              | SI                |
| C631          | Chiesina Uzzanese                  | PT         | 1936 | Staccato dal Com. di            | Uzzano                        | PT                |
| C663          | Chiusi in Casentino                | AR         | 1928 | Cambia denominazione in         | Chiusi della Verna            | AR                |
| C774          | Civitella                          | AR         | 1862 | Cambia denominazione in         | Civitella in Val di Chiana    | AR                |
| C782          | Pari                               | GR         | 1920 | Staccato dal Com. di            | Campagnatico                  | GR                |
| C782          | Pari                               | GR         | 1926 | Cambia denominazione in         | Paganico                      | GR                |
| C782          | Paganico                           | GR         | 1928 | Cambia denominazione in         | Civitella Paganico            | GR                |
| C847          | Colle                              | SI         | 1862 | Cambia denominazione in         | Colle di Val d'Elsa           | SI                |
| C869          | Collesalvetti                      | PI         | 1925 | Cambia Provincia a              |                               | LI                |
| C914          | Comano                             | MS         | 1919 | Staccato dal Com. di            | Fivizzano                     | MS                |
| C996          | Coreglia                           | LU         | 1862 | Cambia denominazione in         | Coreglia Antelminelli         | LU                |
| D160          | Crespina                           | PI         | 1902 | Staccato dal Com. di            | Fauglia                       | PI                |
| D235          | Cutigliano                         | FI         | 1927 | Cambia Provincia a              |                               | PT                |
| D357          | Dovadola                           | FI         | 1923 | Cambia Provincia e Regione a    |                               | FC Emilia-Romagna |
| D449          | Trassilico                         | MS         | 1923 | Cambia Provincia a              |                               | LU                |
| D449          | Trassilico                         | LU         | 1950 | Cambia denominazione in         | Fabbriche di Vallico          | LU                |
| D583          | Figline                            | FI         | 1864 | Cambia denominazione in         | Figline Valdarno              | FI                |
| D649          | Foiano                             | AR         | 1862 | Cambia denominazione in         | Foiano della Chiana           | AR                |
| D656          | Follonica                          | GR         | 1920 | Staccato dal Com. di            | Massa Marittima               | GR                |
| D730          | Forte dei Marmi                    | LU         | 1914 | Staccato dal Com. di            | Pietrasanta                   | LU                |
| D734          | Fosciandora                        | MS         | 1923 | Cambia Provincia a              |                               | LU                |
| D858          | Gaiole                             | SI         | 1911 | Cambia denominazione in         | Gaiole in Chianti             | SI                |
| D867          | Galeata                            | FI         | 1923 | Cambia Provincia e Regione a    |                               | FC Emilia-Romagna |
| D874          | Gallicano                          | MS         | 1923 | Cambia Provincia a              |                               | LU                |
| D887          | Galluzzo                           | FI         | 1928 | Aggregato (in parte) al Com. di | Bagno a Ripoli                | FI                |
| D887          | Galluzzo                           | FI         | 1928 | Aggregato (in parte) al Com. di | Firenze                       | FI                |
| D887          | Galluzzo                           | FI         | 1928 | Aggregato (in parte) al Com. di | Impruneta                     | FI                |
| D887          | Galluzzo                           | FI         | 1928 | Aggregato (in parte) al Com. di | Scandicci                     | FI                |
| D895          | Gambassi                           | FI         | 1917 | Staccato dal Com. di            | Montaione                     | FI                |
| D895          | Gambassi                           | FI         | 1977 | Cambia denominazione in         | Gambassi Terme                | FI                |
| E059          | Giuncugnano                        | MS         | 1923 | Cambia Provincia a              |                               | LU                |
| E169          | Greve                              | FI         | 1977 | Cambia denominazione in         | Greve in Chianti              | FI                |
| E291          | Impruneta                          | FI         | 1928 | Staccato dal Com. di            | Galluzzo                      | FI                |
| E296          | Incisa                             | FI         | 1863 | Cambia denominazione in         | Incisa in Val d'Arno          | FI                |
| E432          | Lamporecchio                       | FI         | 1927 | Cambia Provincia a              |                               | PT                |
| E451          | Larciano                           | FI         | 1897 | Staccato dal Com. di            | Lamporecchio                  | FI                |
| E451          | Larciano                           | FI         | 1927 | Cambia Provincia a              |                               | PT                |
| E513          | Legnaia                            | FI         | 1865 | Aggregato (in parte) al Com. di | Firenze                       | FI                |
| E513          | Legnaia                            | FI         | 1865 | Aggregato (in parte) al Com. di | Scandicci                     | FI                |
| E574          | Licciana                           | MS         | 1933 | Cambia denominazione in         | Licciana Nardi                | MS                |
| E680          | Longone                            | LI         | 1873 | Cambia denominazione in         | Porto Longone                 | LI                |
| E680          | Porto Longone                      | LI         | 1947 | Cambia denominazione in         | Porto Azzurro                 | LI                |
| E693          | Loro                               | AR         | 1863 | Cambia denominazione in         | Loro Ciuffenna                | AR                |
| E810          | Magliano                           | GR         | 1862 | Cambia denominazione in         | Magliano in Toscana           | GR                |
| E931          | Marciana Marina                    | LI         | 1884 | Staccato dal Com. di            | Marciana                      | LI                |
| E960          | Marliana                           | FI         | 1927 | Cambia Provincia a              |                               | PT                |
| F023          | Massa                              | MS         | 1863 | Cambia denominazione in         | Massa-Carrara                 | MS                |
| F023          | Massa-Carrara                      | MS         | 1868 | Cambia denominazione in         | Massa                         | MS                |
| F023          | Massa                              | MS         | 1938 | Aggregato al Nuovo Com. di      | Apuania                       | MS                |
| F023          | Massa                              | MS         | 1946 | Ristaccato dal Com. di          | Apuania                       | MS                |
| F025          | Massa e Cozzile                    | LU         | 1928 | Cambia Provincia a              |                               | PT                |
| F035          | Massarosa                          | LU         | 1869 | Staccato dal Com. di            | Viareggio                     | LU                |
| F038          | Masse di Città                     | SI         | 1869 | Aggregato al Nuovo Com. di      | Masse di Siena                | SI                |
| F038          | Masse di Città                     | SI         | 1904 | Passa Post Mortem               | da Masse di Siena a Siena     | SI                |
| F039          | Masse di San Martino               | SI         | 1869 | Aggregato al Nuovo Com. di      | Masse di Siena                | SI                |
| F039          | Masse di San Martino               | SI         | 1904 | Passa Post Mortem               | da Masse di Siena a Siena     | SI                |
| F040          | Masse di Siena                     | SI         | 1904 | Aggregato al Com. di            | Siena                         | SI                |
| F225          | Minucciano                         | MS         | 1923 | Cambia Provincia a              |                               | LU                |
| F259          | Modigliana                         | FI         | 1923 | Cambia Provincia e Regione a    |                               | FC Emilia-Romagna |
| F283          | Molazzana                          | MS         | 1923 | Cambia Provincia a              |                               | LU                |
| F384          | Monsummano                         | LU         | 1928 | Cambia Provincia a              |                               | PT                |
| F384          | Monsummano                         | PT         | 1948 | Cambia denominazione in         | Monsummano Terme              | PT                |
| F410          | Montale                            | FI         | 1927 | Cambia Provincia a              |                               | PT                |
| F459          | Montecatini di Val di Nievole      | LU         | 1928 | Cambia Provincia a              |                               | PT                |
| F459          | Montecatini di Val di Nievole      | PT         | 1940 | Aggregato (in parte) al Com. di | Montecatini Terme             | PT                |
| F459          | Montecatini di Val di Nievole      | PT         | 1940 | Aggregato (in parte) al Com. di | Pieve a Nievole               | PT                |
| F551          | Montelupo                          | FI         | 1863 | Cambia denominazione in         | Montelupo Fiorentino          | FI                |
| F572          | Montemurlo                         | FI         | 1992 | Cambia Provincia a              |                               | PO                |
| F594          | Monterchi                          | AR         | 1927 | Cambia Provincia e Regione a    |                               | PG Umbria         |
| F594          | Monterchi                          | PG Umbria  | 1939 | Cambia Provincia e Regione a    |                               | AR                |
| F605          | Monteroni                          | SI         | 1862 | Cambia denominazione in         | Monteroni d'Arbia             | SI                |
| F612          | Monterotondo Marittimo             | GR         | 1961 | Staccato dal Com. di            | Massa Marittima               | GR                |
| F629          | Monte Santa Maria                  | AR         | 1863 | Cambia denominazione in         | Monte Santa Maria Tiberina    | AR                |
| F629          | Monte Santa Maria Tiberina         | AR         | 1927 | Cambia Provincia e Regione a    |                               | PG Umbria         |
| F661          | Monteverdi                         | PI         | 1920 | Cambia denominazione in         | Monteverdi Marittimo          | PI                |
| F679          | Montignoso                         | MS         | 1938 | Aggregato al Nuovo Com. di      | Apuania                       | MS                |
| F679          | Montignoso                         | MS         | 1946 | Ristaccato dal Com. di          | Apuania                       | MS                |
| F686          | Montopoli                          | FI         | 1863 | Cambia denominazione in         | Montopoli in Val d'Arno       | FI                |
| F686          | Montopoli in Val d'Arno            | FI         | 1925 | Cambia Provincia a              |                               | PI                |
| G090          | Orciano                            | PI         | 1862 | Cambia denominazione in         | Orciano Pisano                | PI                |
| G090          | Orciano Pisano                     | PI         | 1927 | Aggregato al Nuovo Com. di      | Santa Luce Orciano            | PI                |
| G090          | Orciano Pisano                     | PI         | 1957 | Ristaccato dal Com. di          | Santa Luce Orciano            | PI                |
| G139          | Ortignano                          | AR         | 1875 | Cambia denominazione in         | Ortignano Raggiolo            | AR                |
| G270          | Palazzuolo                         | FI         | 1951 | Cambia denominazione in         | Palazzuolo sul Senio          | FI                |
| G423          | Pellegrino                         | FI         | 1863 | Cambia denominazione in         | Pellegrino da Careggi         | FI                |
| G423          | Pellegrino da Careggi              | FI         | 1865 | Aggregato (in parte) al Com. di | Fiesole                       | FI                |
| G423          | Pellegrino da Careggi              | FI         | 1865 | Aggregato (in parte) al Com. di | Firenze                       | FI                |
| G423          | Pellegrino da Careggi              | FI         | 1865 | Aggregato (in parte) al Com. di | Sesto Fiorentino              | FI                |
| G451          | Val d'Ambra                        | AR         | 1869 | Cambia denominazione in         | Pergine                       | AR                |
| G451          | Pergine                            | AR         | 1928 | Cambia denominazione in         | Pergine Valdarno              | AR                |
| G491          | Pescia                             | LU         | 1928 | Cambia Provincia a              |                               | PT                |
| G582          | Piazza                             | MS         | 1863 | Cambia denominazione in         | Piazza al Serchio             | MS                |
| G582          | Piazza al Serchio                  | MS         | 1923 | Cambia Provincia a              |                               | LU                |
| G636          | Pieve a Nievole                    | LU         | 1905 | Staccato dal Com. di            | Montecatini di Val di Nievole | LU                |
| G636          | Pieve a Nievole                    | LU         | 1928 | Cambia Provincia a              |                               | PT                |
| G648          | Pieve Fosciana                     | MS         | 1923 | Cambia Provincia a              |                               | LU                |
| G687          | Piombino                           | PI         | 1925 | Cambia Provincia a              |                               | LI                |
| G713          | Pistoia                            | FI         | 1927 | Cambia Provincia a              |                               | PT                |
| G715          | Piteglio                           | FI         | 1927 | Cambia Provincia a              |                               | PT                |
| G754          | Poggio a Caiano                    | FI         | 1962 | Staccato dal Com. di            | Carmignano                    | FI                |
| G754          | Poggio a Caiano                    | FI         | 1992 | Cambia Provincia a              |                               | PO                |
| G833          | Ponte Buggianese                   | LU         | 1883 | Staccato dal Com. di            | Buggiano                      | LU                |
| G833          | Ponte Buggianese                   | LU         | 1928 | Cambia Provincia a              |                               | PT                |
| G882          | Porcari                            | LU         | 1913 | Staccato dal Com. di            | Capannori                     | LU                |
| G892          | Porta al Borgo                     | FI         | 1877 | Aggregato al Com. di            | Pistoia                       | FI                |
| G893          | Porta Carratica                    | FI         | 1877 | Aggregato al Com. di            | Pistoia                       | FI                |
| G896          | Porta Lucchese                     | FI         | 1877 | Aggregato al Com. di            | Pistoia                       | FI                |
| G899          | Porta San Marco                    | FI         | 1877 | Aggregato al Com. di            | Pistoia                       | FI                |
| G904          | Portico                            | FI         | 1863 | Cambia denominazione in         | Portico di Romagna            | FI                |
| G904          | Portico di Romagna                 | FI         | 1884 | Cambia denominazione in         | Portico e San Benedetto       | FI                |
| G904          | Portico e San Benedetto            | FI         | 1923 | Cambia Provincia e Regione a    |                               | FC Emilia-Romagna |
| G999          | Prato                              | FI         | 1863 | Cambia denominazione in         | Prato in Toscana              | FI                |
| G999          | Prato in Toscana                   | FI         | 1931 | Cambia denominazione in         | Prato                         | FI                |
| G999          | Prato                              | FI         | 1992 | Cambia Provincia a              |                               | PO                |
| H008          | Pratovecchio                       | AR         | 1929 | Aggregato al Nuovo Com. di      | Pratovecchio Stia             | AR                |
| H008          | Pratovecchio                       | AR         | 1934 | Ristaccato dal Com. di          | Pratovecchio Stia             | AR                |
| H034          | Premilcuore                        | FI         | 1923 | Cambia Provincia e Regione a    |                               | FC Emilia-Romagna |
| H109          | Tizzana                            | FI         | 1927 | Cambia Provincia a              |                               | PT                |
| H109          | Tizzana                            | PT         | 1959 | Cambia denominazione in         | Quarrata                      | PT                |
| H153          | Radda                              | SI         | 1911 | Cambia denominazione in         | Radda in Chianti              | SI                |
| H160          | Raggiolo                           | AR         | 1873 | Aggregato al Com. di            | Ortignano Raggiolo            | AR                |
| H185          | Rapolano                           | SI         | 1949 | Cambia denominazione in         | Rapolano Terme                | SI                |
| H286          | Rignano                            | FI         | 1863 | Cambia denominazione in         | Rignano sull'Arno             | FI                |
| H297          | Rio                                | LI         | 1862 | Cambia denominazione in         | Rio nell'Elba                 | LI                |
| H305          | Rio Marina                         | LI         | 1882 | Staccato dal Com. di            | Rio nell'Elba                 | LI                |
| H437          | Rocca San Casciano                 | FI         | 1923 | Cambia Provincia e Regione a    |                               | FC Emilia-Romagna |
| H461          | Rocchetta                          | MS         | 1863 | Cambia denominazione in         | Rocchetta di Vara             | MS                |
| H461          | Rocchetta di Vara                  | MS         | 1923 | Cambia Provincia e Regione a    |                               | SP Liguria        |
| H570          | Rosignano                          | PI         | 1862 | Cambia denominazione in         | Rosignano Marittimo           | PI                |
| H570          | Rosignano Marittimo                | PI         | 1925 | Cambia Provincia a              |                               | LI                |
| H617          | Rovezzano                          | FI         | 1865 | Aggregato (in parte) al Com. di | Fiesole                       | FI                |
| H617          | Rovezzano                          | FI         | 1865 | Aggregato (in parte) al Com. di | Firenze                       | FI                |
| H635          | Rufina                             | FI         | 1915 | Staccato dal Com. di            | Pelago                        | FI                |
| H744          | Sambuca                            | FI         | 1864 | Cambia denominazione in         | Sambuca Pistoiese             | FI                |
| H744          | Sambuca Pistoiese                  | FI         | 1927 | Cambia Provincia a              |                               | PT                |
| H901          | San Giovanni                       | AR         | 1863 | Cambia denominazione in         | San Giovanni Valdarno         | AR                |
| H980          | San Marcello                       | FI         | 1863 | Cambia denominazione in         | San Marcello Pistoiese        | FI                |
| H980          | San Marcello Pistoiese             | FI         | 1927 | Cambia Provincia a              |                               | PT                |
| I046          | San Miniato                        | FI         | 1925 | Cambia Provincia a              |                               | PI                |
| I135          | San Quirico                        | SI         | 1862 | Cambia denominazione in         | San Quirico d'Orcia           | SI                |
| I142          | San Romano                         | MS         | 1863 | Cambia denominazione in         | San Romano in Garfagnana      | MS                |
| I142          | San Romano in Garfagnana           | MS         | 1923 | Cambia Provincia a              |                               | LU                |
| I177          | Santa Croce                        | FI         | 1863 | Cambia denominazione in         | Santa Croce sull'Arno         | FI                |
| I177          | Santa Croce sull'Arno              | FI         | 1925 | Cambia Provincia a              |                               | PI                |
| I217          | Santa Luce                         | PI         | 1927 | Aggregato al Nuovo Com. di      | Santa Luce Orciano            | PI                |
| I217          | Santa Luce                         | PI         | 1957 | Ristaccato dal Com. di          | Santa Luce Orciano            | PI                |
| I232          | Santa Maria a Monte                | FI         | 1925 | Cambia Provincia a              |                               | PI                |
| I310          | Santa Sofia                        | FI         | 1923 | Cambia Provincia e Regione a    |                               | FC Emilia-Romagna |
| I390          | San Vincenzo                       | LI         | 1949 | Staccato dal Com. di            | Campiglia Marittima           | LI                |
| I454          | Sassetta                           | PI         | 1925 | Cambia Provincia a              |                               | LI                |
| I510          | Scarlino                           | GR         | 1960 | Staccato dal Com. di            | Gavorrano                     | GR                |
| I571          | Seggiano                           | GR         | 1920 | Staccato dal Com. di            | Castel del Piano              | GR                |
| I601          | Semproniano                        | GR         | 1963 | Staccato (in parte) dal Com. di | Manciano                      | GR                |
| I601          | Semproniano                        | GR         | 1963 | Staccato (in parte) dal Com. di | Roccalbegna                   | GR                |
| I601          | Semproniano                        | GR         | 1963 | Staccato (in parte) dal Com. di | Santa Fiora                   | GR                |
| I660          | Serravalle                         | FI         | 1863 | Cambia denominazione in         | Serravalle Pistoiese          | FI                |
| I660          | Serravalle Pistoiese               | FI         | 1927 | Cambia Provincia a              |                               | PT                |
| I684          | Sesto                              | FI         | 1869 | Cambia denominazione in         | Sesto Fiorentino              | FI                |
| I737          | Sillano                            | MS         | 1923 | Cambia Provincia a              |                               | LU                |
| I842          | Sorbano                            | FI         | 1923 | Cambia Provincia e Regione a    |                               | FC Emilia-Romagna |
| I952          | Stia                               | AR         | 1929 | Aggregato al Nuovo Com. di      | Pratovecchio Stia             | AR                |
| I952          | Stia                               | AR         | 1934 | Ristaccato dal Com. di          | Pratovecchio Stia             | AR                |
| L019          | Suvereto                           | PI         | 1925 | Cambia Provincia a              |                               | LI                |
| L067          | Tavernelle                         | FI         | 1892 | Staccato dal Com. di            | Barberino Val d'Elsa          | FI                |
| L067          | Tavernelle                         | FI         | 1909 | Cambia denominazione in         | Tavarnelle Val di Pesa        | FI                |
| L123          | Terranova                          | AR         | 1862 | Cambia denominazione in         | Terranuova Bracciolini        | AR                |
| L129          | Terrarossa                         | MS         | 1869 | Aggregato (in parte) al Com. di | Licciana Nardi                | MS                |
| L129          | Terrarossa                         | MS         | 1869 | Aggregato (in parte) al Com. di | Tresana                       | MS                |
| L303          | Torrita                            | SI         | 1928 | Cambia denominazione in         | Torrita di Siena              | SI                |
| L361          | Tredozio                           | FI         | 1923 | Cambia Provincia e Regione a    |                               | FC Emilia-Romagna |
| L522          | Uzzano                             | LU         | 1928 | Cambia Provincia a              |                               | PT                |
| L533          | Vagli Sotto                        | MS         | 1923 | Cambia Provincia a              |                               | LU                |
| L537          | Vaiano                             | FI         | 1949 | Staccato dal Com. di            | Prato                         | FI                |
| L537          | Vaiano                             | FI         | 1992 | Cambia Provincia a              |                               | PO                |
| L717          | Vellano                            | LU         | 1928 | Cambia Provincia a              |                               | PT                |
| L717          | Vellano                            | PT         | 1928 | Aggregato al Com. di            | Pescia                        | PT                |
| L763          | Vergemoli                          | MS         | 1923 | Cambia Provincia a              |                               | LU                |
| L764          | Verghereto                         | FI         | 1923 | Cambia Provincia e Regione a    |                               | FC Emilia-Romagna |
| L775          | Vernio                             | FI         | 1992 | Cambia Provincia a              |                               | PO                |
| L926          | Villa Collemandina                 | MS         | 1923 | Cambia Provincia a              |                               | LU                |
| L946          | Villafranca                        | MS         | 1863 | Cambia denominazione in         | Villafranca in Lunigiana      | MS                |

## Ulteriori variazioni

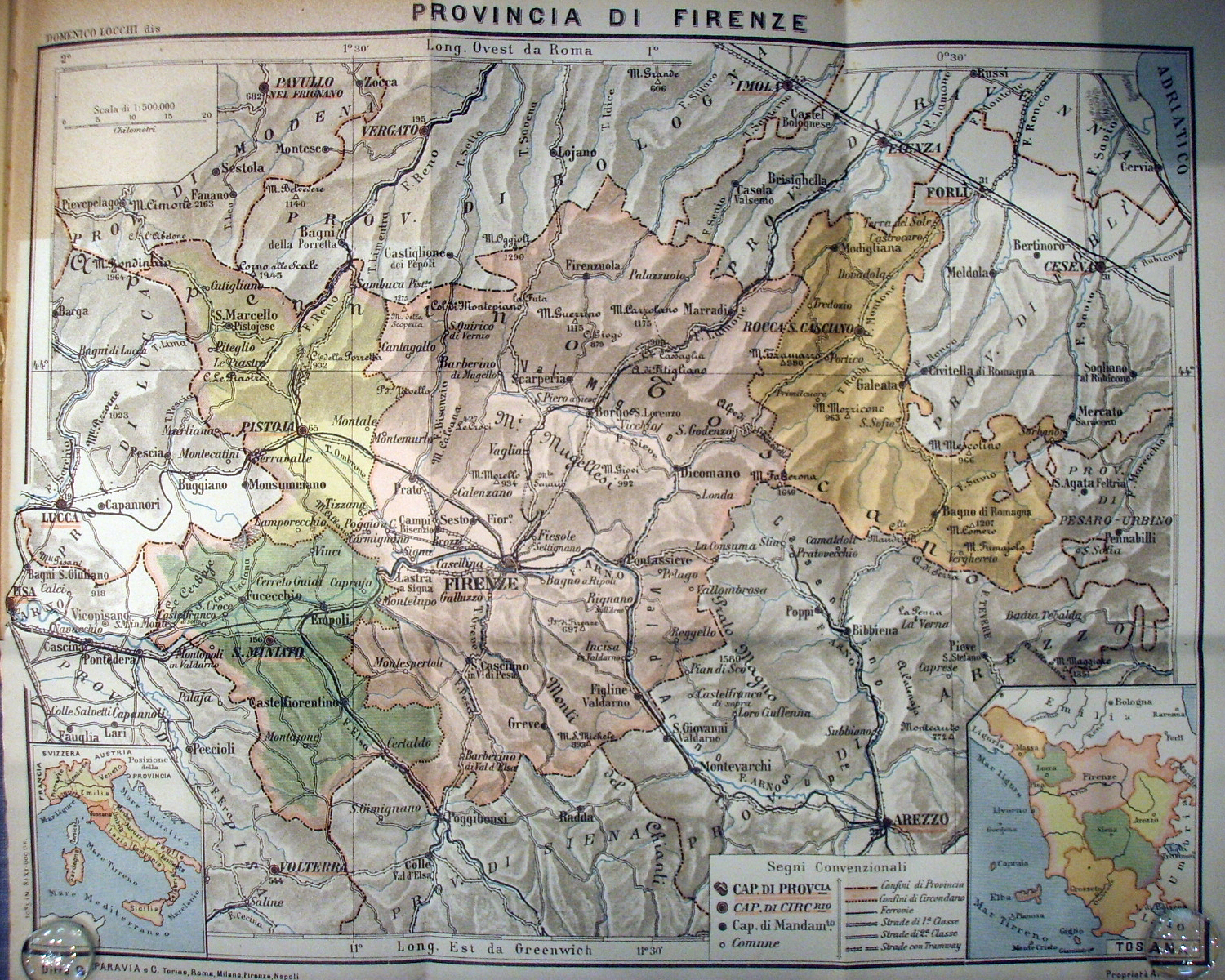
La provincia di Firenze nel 1924 (in rosa il circondario di Firenze)

- La provincia di Firenze nel 1924 (in rosa il circondario di Firenze)1860. Soppressione dei tre comuni di Groppoli, Treschietto e Varano; annessi rispettivamente ai comuni di Mulazzo, Bagnone e Licciana Nardi.
- 1865. Bagnone-Filattiera: il comune di Bagnone cede le frazioni di Rocca Sigillina, Cavallana, Lusignana e Gigliana a quello di Filattiera.
  - Soppressione del comune di Legnaia, che viene diviso tra i comuni di Firenze (Legnaia, i sobborghi del Pignone e di Verzaia, Bellosguardo e Monticelli) e Casellina e Torri (San Bartolo a Cintoia, Santa Maria a Cintoia, Marignolle, Mosciano, Signano, Soffiano, Scandicci).
  - Soppressione del comune del Pellegrino, che viene diviso tra i comuni di Firenze (Parco delle Cascine, Rifredi, Montughi, Il Pino, parte di Novoli e Polverosa); Sesto Fiorentino (una parte di Novoli e Polverosa e le località del Sodo e del Lippi) e Fiesole (Trespiano, Serpiolle e Careggi).
  - Soppressione del comune di Rovezzano, che viene diviso tra quelli di Firenze (San Salvi e Varlungo) e Fiesole (Rovezzano e Settignano).
  - Fiesole-Firenze: il comune di Fiesole cede a quello di Firenze la zona più vicina alle mura del capoluogo (attuali quartieri del Campo di Marte, San Gervasio e zona del Viale Mazzini).
  - Bagno a Ripoli-Firenze: il comune di Bagno a Ripoli cede a Firenze le zone di San Miniato, Pian de' Giullari, Bandino e Badia a Ripoli.
  - Galluzzo-Firenze: il comune del Galluzzo cede a quello di Firenze le zone di Arcetri, Poggio Imperiale, San Gaggio e Le Due Strade.
  - Casellina e Torri-San Casciano in Val di Pesa: la frazione della Romola passa dal comune di Casellina e Torri a quello di San Casciano in Val di Pesa.
- 1867. Costituzione del comune di Buti, distaccato da quello di Vicopisano.
  - Costituzione del comune di Calci, distaccato da quello di Pisa.
  - Abbadia San Salvatore-Castiglione d'Orcia. Il comune di Abbadia San Salvatore cede a quello di Castiglione d'Orcia le frazioni di Campiglia d'Orcia, Bagni di San Filippo e Caselle del Vivo.
- 1868. Castel San Niccolò-Montemignaio. il comune di Montemignaio cede le frazioni di Battifolle, Coiano, Poggio Vertelli, Ristonchi e Vertelli al comune di Castel San Niccolò.
  - Soppressione del comune di Castiglione Ubertini, annesso a quello di Terranuova Bracciolini.
  - Soppressione del comune di Montecalvoli, annesso a quello di Santa Maria a Monte.
- 1869. Soppressione del comune di Terrarossa: il capoluogo passa sotto il comune di Licciana Nardi; la frazione di Riccò sotto Tresana.
  - Firenze-Bagno a Ripoli: il comune di Firenze restituisce la frazione del Bandino al comune di Bagno a Ripoli.
  - Montecatini Val di Cecina-Lajatico. Rettifica di confine a favore del comune di Lajatico.
  - Volterra-Lajatico. Cessione della frazione di Spedaletto da parte del comune di Volterra a favore di quello di Lajatico.
  - Costituzione del comune di Massarosa, distaccato da quello di Viareggio.
  - Costituzione del comune di Masse di Siena, con la fusione dei comuni di Masse di Città e Masse di San Martino.
- 1870. Soppressione del comune di Albiano di Magra, spartito tra i comuni di Aulla (frazione di Caprigliola) e Podenzana (ex capoluogo).
  - Pomarance-Castelnuovo di Val di Cecina. Le frazioni di Sasso Pisano e Leccia passano dal comune di Pomarance a quello di Castelnuovo di Val di Cecina.
- 1873. Soppressione del comune di Raggiolo, che viene unito al comune di Ortignano per formare il comune di Ortignano Raggiolo.
- 1876. Montaione-Castelfiorentino. Il comune di Montaione cede le frazioni di Coiano e Castelnuovo a quello di Castelfiorentino.
  - Masse di Siena-Siena. Il comune di Siena viene leggermente allargato con due piccole zone distaccate dal comune di Masse di Siena.
- 1877. Soppressione dei comuni delle "cortine" di Pistoia (Porta al Borgo, Porta San Marco, Porta Carratica e Porta Lucchese), che vengono annessi al comune di Pistoia.
  - Trequanda-San Giovanni d'Asso. La frazione di Montisi passa dal comune di Trequanda a quello di San Giovanni d'Asso.
- 1881. Aulla-Podenzana. La frazione di Albiano passa dal comune di Podenzana a quello di Aulla.
  - Costituzione del comune di Altopascio, distaccato da quello di Montecarlo.
- 1882. Costituzione del comune di Rio Marina, distaccato da quello di Rio nell'Elba.
- 1883. Vellano-Pescia: il comune di Vellano cede la frazione di Pietrabuona a quello di Pescia.
  - Villa Basilica-Vellano: il comune di Villa Basilica cede le frazioni di Stiappa e Pontito a quello di Vellano.
  - Costituzione del comune di Ponte Buggianese, distaccato da quello di Buggiano.
- 1884. Lucca-Capannori: il comune di Lucca cede a quello di Capannori una piccolissima zona di territorio nei pressi di Marlia.
  - Costituzione del comune di Marciana Marina, distaccato da quello di Marciana.
  - Borgo a Mozzano-Lucca: il comune di Borgo a Mozzano cede a quello di Lucca una zona lungo il Serchio con la frazione di Piaggione.
  - Villa Basilica-Pescia: il comune di Villa Basilica cede a quello di Pescia le frazioni di Collodi e Veneri.
  - Vicopisano-Calci: la frazione di Montemagno viene staccata dal comune di Vicopisano ed assegnata a quello di Calci.
- 1890. Villa Basilica-Pescia: le frazioni di San Quirico, Medicina, Fibbialla ed Aramo passano dal comune di Villa Basilica a quello di Pescia.
- 1892. Costituzione del comune di Tavarnelle Val di Pesa, distaccato da quello di Barberino Val d'Elsa.
  - Riparbella-Cecina. La frazione di San Pietro in Palazzi passa dal comune di Riparbella a quello di Cecina.
- 1893. Borgo a Mozzano-Bagni di Lucca: il comune di Borgo a Mozzano cede le frazioni di Lugnano, Bugnano, Pieve dei Monti di Villa e Granaiola al comune di Bagni di Lucca.
  - Vicchio-Dicomano: le frazioni di Celle e Villa passano dal comune di Vicchio a quello di Dicomano.
- 1894. Villafranca in Lunigiana-Bagnone: la frazione di Orturano passa dal comune di Villafranca in Lunigiana a quello di Bagnone.
  - Costituzione del comune di Campo nell'Elba, distaccato da quello di Marciana Marina.
- 1895. Pescia-Uzzano. La frazione di Chiesina Uzzanese passa dal comune di Pescia a quello di Uzzano.
- 1897. Borgo a Mozzano-Bagni di Lucca: il comune di Borgo a Mozzano cede a quello di Bagni di Lucca la frazione di Fornoli.
- 1902. Costituzione del comune di Crespina, distaccato da quello di Fauglia.
  - Costituzione del comune di Larciano, distaccato da quello di Lamporecchio.
- 1904. Soppressione del comune di Masse di Siena, che viene unito a quello di Siena.
- 1905. Costituzione dei comuni di Bagni di Montecatini (oggi Montecatini Terme) e Pieve a Nievole, distaccati da quello di Montecatini Val di Nievole.
  - Roccastrada-Grosseto. Il comune di Roccastrada cede la frazione di Montepescali al comune di Grosseto.
- 1906. Ricostituzione del comune di Bibbona, distaccato da quello di Cecina (diventata capoluogo del vecchio comune unito).
  - Costituzione del comune di Capoliveri, distaccato da quello di Porto Longone (oggi Porto Azzurro).
- 1910. Fiesole-Firenze. Il comune di Fiesole cede a quello di Firenze due zone: una comprendente Trespiano, Serpiolle, parte di Pian di San Bartolo e Careggi; l'altra comprendente Rovezzano, Settignano e Coverciano.
- Santa Croce sull'Arno-Castelfranco di Sotto. La frazione di Orentano passa dal comune di Santa Croce sull'Arno a quello di Castelfranco di Sotto.
  - Collesalvetti-Rosignano Marittimo. La frazione di Gabbro viene ceduta dal comune di Collesalvetti a quello di Rosignano Marittimo.
- 1913. Costituzione del comune di Porcari, distaccato da quello di Capannori.
  - Costituzione del comune di Agliana, distaccato da quello di Montale.
- 1914. Costituzione del comune di Forte dei Marmi, distaccato da quello di Pietrasanta.
- 1915. Bagno a Ripoli-Firenze: piccolissima rettifica di confine a vantaggio del comune di Firenze (ex palazzo comunale di Bagno a Ripoli).
  - Costituzione del comune di Rufina, distaccato da quello di Pelago.
  - Costituzione del comune di Castell'Azzara, distaccato dal comune di Santa Fiora.
- 1917. Costituzione del comune di Gambassi Terme, distaccato da quello di Montaione.
- 1919. Costituzione del comune di Comano, distaccato da quello di Fivizzano.
  - Fosdinovo-Fivizzano. La frazione di Viano passa dal comune di Fosdinovo a quello di Fivizzano.
- 1920.Costituzione del comune di Seggiano, distaccato da quello di Castel del Piano.
  - Ricostituzione del comune di Pari, distaccato da quello di Campagnatico.
  - Costituzione del comune di Follonica, distaccato da quello di Massa Marittima.
- 1925. Capannori-Altopascio. La frazione di Badia Pozzeveri passa dal comune di Capannori a quello di Altopascio.
  - Dicomano-Londa: le frazioni di Vicorati e Petroio passano dal comune di Dicomano a quello di Londa.
- 1926. Costituzione del comune di Civitella Paganico, con una parte del comune di Campagnatico e il soppresso comune di Pari.
- 1927. Palaia-Montopoli in Val d'Arno. Il comune di Palaia cede le frazioni di Marti e Castel del Bosco a quello di Montopoli in Val d'Arno.
  - Montopoli in Val d'Arno-Palaia: piccola rettifica di confini a vantaggio del comune di Palaia ad ovest di Marti.
  - San Giuliano Terme-Pisa: piccola rettifica del confine a favore del comune di Pisa.
  - Costituzione del comune di Casciana Terme, distaccato da quello di Lari.
  - I comuni di Santa Luce ed Orciano Pisano vengono uniti per dare vita al comune di Santa Luce Orciano.
  - Lo Scoglio d'Affrica o Formica di Montecristo è assegnato al comune di Campo nell'Elba.
- 1928. Soppressione del comune di Vellano, annesso a quello di Pescia.
  - Soppressione del comune di Brozzi, suddiviso tra i comuni di Firenze (Brozzi, Peretola, Quaracchi, Petriolo e La Sala); Campi Bisenzio (San Donnino); Sesto Fiorentino (Osmannoro) e Signa (piccola zona lungo il fiume Arno).
  - Soppressione del comune del Galluzzo, che viene in parte suddiviso tra i comuni di Firenze (Galluzzo, San Felice ad Ema e Cascine del Riccio), Casellina e Torri (Giogoli) e Bagno a Ripoli (campagne ad ovest di Grassina) e in parte va a costituire il nuovo comune di Impruneta.
  - Bagno a Ripoli-Firenze. Il comune di Bagno a Ripoli cede definitivamente la frazione di Bandino e quelle di Badia a Ripoli, Nave a Rovezzano, parte di Ponte ad Ema a quello di Firenze.
  - Sesto Fiorentino-Firenze. Il comune di Sesto Fiorentino cede a quello di Firenze una porzione di territorio comprendente Castello, Quarto, Il Sodo, Le Panche, Il Lippi e parte delle località di Novoli, Polverosa e San Silvestro a Ruffignano.
  - Casellina e Torri (dal 1929 ribattezzato Scandicci)-Firenze. Il comune di Casellina e Torri cede a quello di Firenze le frazioni di San Bartolo a Cintoia, Santa Maria a Cintoia, Marignolle, San Lorenzo a Greve, Ugnano, Mantignano e Sollicciano.
  - Costituzione del comune di Impruneta, con una parte del territorio del soppresso comune del Galluzzo.
  - Vicopisano-Bientina. Piccolissima rettifica dei confini a favore del comune di Bientina.
  - Calcinaia-Pontedera. Piccola rettifica dei confini a favore del comune di Pontedera.
  - Sorano-Manciano. Le frazioni di Catabbio e San Martino sul Fiora vengono staccate dal comune di Sorano ed annesse a quello di Manciano.
- 1929. Vagli Sotto-Stazzema. La frazione di Arni passa dal comune di Vagli Sotto a quello di Stazzema.
  - I comuni di Pratovecchio e Stia sono uniti per formare il nuovo comune di Pratovecchio Stia.
  - San Miniato-Palaia. Le frazioni di Agliati e Collelungo passano dal comune di San Miniato a quello di Palaia.
  - Calcinaia-Vicopisano. Piccola rettifica dei confini a favore del comune di Vicopisano.
  - Vicopisano-Calcinaia. Una parte della frazione di Fornacette passa dal comune di Vicopisano a quello di Calcinaia.
  - Pontedera-Calcinaia. Piccolissima rettifica a favore del comune di Calcinaia.
  - Cascina-Calcinaia. Piccolissima rettifica a favore del comune di Calcinaia.
  - Cascina-Pontedera. Rettifica dei confini a favore del comune di Pontedera.
  - Castagneto Carducci-Campiglia Marittima. Piccola rettifica a nord dell'allora frazione di San Vincenzo a favore del comune di Campiglia Marittima.
  - Volterra-Montecatini Val di Cecina. La frazione di Buriano passa dal comune di Volterra a quella di Montecatini Val di Cecina.
- 1931. Palaia-Pontedera. La frazione di Treggiaia passa dal comune di Palaia a quello di Pontedera.
  - Collesalvetti-Livorno. La zona costiera del comune di Collesalvetti (Calambrone) passa al comune di Livorno.
- 1934. Pieve a Nievole-Montecatini Terme: il comune di Pieve a Nievole cede una zona al comune di Montecatini Terme.
  - Soppressione del comune di Pratovecchio Stia e ricostituzione dei due comuni di Pratovecchio e Stia con alcune modifiche territoriali. Il comune di Pratovecchio cede a quello di Stia le frazioni di Papiano e Ponte d'Arno, ricevendo in cambio da Stia le frazioni di Campolombardo, Castelcastagnaio, Gualdo e Villa.
  - Montecatini Val di Nievole-Montecatini Terme: il comune di Montecatini Val di Nievole cede una piccola zona a quello di Montecatini Terme.
- 1936. Costituzione del comune di Abetone, con una zona distaccata dal comune di Cutigliano ed una distaccata dal comune di Fiumalbo, appartenente alla provincia di Modena.
- 1938. I comuni di Massa, Carrara e Montignoso sono uniti per formare il nuovo comune di Apuania.
  - Cecina-Castellina Marittima. Rettifica dei confini a favore del comune di Castellina Marittima per un errore amministrativo nella rettifica del 1892 tra Cecina e Riparbella.
- 1939. Pistoia-Piteglio. La frazione di Prunetta viene ceduta dal comune di Pistoia a quello di Piteglio.
  - Firenze-Scandicci: la frazione di Signano viene restituita dal comune di Firenze a quello di Scandicci.
- 1940. Soppressione del comune di Montecatini Val di Nievole, il cui territorio viene diviso tra quelli di Montecatini Terme e Pieve a Nievole.
- 1946. Soppressione del comune di Apuania e ricostituzione dei comuni di Massa, Carrara e Montignoso.
- 1948. Soppressione del comune di Trassilico; il capoluogo passa al comune di Gallicano ed il restante territorio forma il nuovo comune di Fabbriche di Vallico.
- 1949. Costituzione del comune di Vaiano, distaccato da quello di Prato.
  - Costituzione del comune di San Vincenzo, distaccato da quello di Campiglia Marittima.
- 1950. Marciana-Portoferraio. Il comune di Marciana cede al comune di Portoferraio la zona costiera tra il Golfo della Biodola e Punta Acquaviva.
- 1955. Castiglione della Pescaia-Grosseto. I comuni di Castiglione della Pescaia e di Grosseto si scambiano due piccole zone lungo il confine del fiume Bruna.
- 1956. Pontremoli-Zeri: la frazione di Arzelato passa dal comune di Zeri a quello di Pontremoli.
  - Cinigiano-Castel del Piano. La frazione di Montenero d'Orcia passa dal comune di Cinigiano a quello di Castel del Piano.
- 1957. Il comune di Santa Luce Orciano viene diviso nei due comuni originari di Santa Luce ed Orciano Pisano.
  - Castiglione della Pescaia-Grosseto. Piccola rettitica dei confini nella zona costiera a favore del comune di Castiglione della Pescaia.
- 1960. Costituzione del comune di Monterotondo Marittimo, distaccato da quello di Massa Marittima.
  - Costituzione del comune di Scarlino, distaccato da quello di Gavorrano.
  - Costituzione del comune di Capalbio, distaccato da quello di Orbetello.
- 1962. Pescaglia-Borgo a Mozzano: la frazione di Motrone passa dal comune di Pescaglia a quello di Borgo a Mozzano.
  - Costituzione del comune di Poggio a Caiano, distaccato da quello di Carmignano.
- 1963. Costituzione del comune di Chiesina Uzzanese, distaccato da quello di Uzzano.
  - Costituzione del comune di Semproniano, con zone distaccate dai comuni di Manciano (località Catabbio); Santa Fiora (località Cellena) e Roccalbegna (località di Semproniano, Petricci e Rocchette di Fazio)
- 1970. Piombino-Follonica. Il comune di Piombino cede a quello di Follonica la frazione di Prato Ranieri, conosciuta anche come Lido di Follonica.
- 1973. Dicomano-Londa: piccolissima rettifica di confine a vantaggio del comune di Londa, nei pressi del capoluogo.
- 1979. San Marcello Pistoiese-Cutigliano: il comune di San Marcello Pistoiese cede a quello di Cutigliano una piccolissima fetta di territorio disabitato (Poggio della Doganaccia).
- 1983. Fosdinovo-Fivizzano. Le frazioni di Cortila e Gragnola passano dal comune di Fosdinovo a quello di Fivizzano.
- 1984. Barberino di Mugello-Vaiano-Cantagallo-Vernio. Il comune di Barberino di Mugello cede i propri territori della Valle del Bisenzio ai comuni di Vaiano (una striscia minima disabitata), Cantagallo (zona della Rocca di Cerbaia) e Vernio (una zona a sud di Mangona ed una nei pressi di Risubbiani).
- 1991. Pescia-Uzzano. Piccolissima rettifica dei confini comunali a favore del comune di Uzzano.
- 2005. Casola in Lunigiana-Fivizzano. In seguito ad un referendum popolare, la parte della frazione di Equi Terme compresa nel comune di Casola in Lunigiana passa sotto il comune di Fivizzano.
- 2007. Pontedera-Calcinaia. Piccolo scambio di terreni tra i due comuni.
- 2014. Fusione dei comuni di Castelfranco di Sopra e Pian di Scò nel nuovo comune di Castelfranco Piandiscò; di Fabbriche di Vallico e Vergemoli in Fabbriche di Vergemoli; di Figline Valdarno ed Incisa in Val d'Arno in Figline ed Incisa Valdarno; di Scarperia e San Piero a Sieve in Scarperia e San Piero; di Casciana Terme e Lari in Casciana Terme Lari; di Crespina e Lorenzana in Crespina Lorenzana e di Pratovecchio e Stia in Pratovecchio Stia.
- 2015. Fusione dei comuni di Sillano e di Giuncugnano in Sillano Giuncugnano.
- 2017. Fusione dei comuni di Abetone e Cutigliano nel nuovo comune di Abetone Cutigliano; di Piteglio e San Marcello Pistoiese in San Marcello Piteglio e di Montalcino e San Giovanni d'Asso in Montalcino.
- 2018 Fusione dei comuni di Laterina e Pergine Valdarno nel nuovo comune di Laterina Pergine Valdarno e di Rio nell'Elba e Rio Marina nel nuovo comune di Rio
- 2019 Fusione dei comuni di Barberino Val d'Elsa e Tavarnelle Val di Pesa nel nuovo comune di Barberino Tavarnelle